# Pandemia de COVID-19 en Misuri
El primer caso de la pandemia de enfermedad por coronavirus en Misuri, estado de los Estados Unidos, inició el 6 de marzo de 2020. Hay 12.673 casos confirmados y 707 fallecidos.

## Cronología

### Marzo
El 6 de marzo, una mujer del condado de San Luis dio positivo por el virus. Una estudiante de la Universidad de Indiana que había estado estudiando en el extranjero en Milán, Italia, había volado al Aeropuerto Internacional O'Hare en Chicago (Illinois), el 3 de marzo y viajó a San Luis vía Amtrak el 4 de marzo. Dos días después, el 8 de marzo, miembros de la familia del paciente violaron la cuarentena, lo que llevó al cierre de las escuelas Villa Duchesne y Oak Hill.
El 12 de marzo, se informó el segundo caso en el estado, en una clínica en Springfield en el condado de Greene. La persona había viajado recientemente a Austria.
El 14 de marzo, los funcionarios del condado de Henry confirmaron su primer caso; El condado de Greene confirmó su segundo caso.
El 16 de marzo, el condado de Greene confirmó su tercer caso. La ciudad de San Luis anunció su primer caso: un estudiante de la Universidad de San Luis. El condado de Cass reportó su primer caso: un residente de Drexel.
El gobernador de Missouri, Mike Parson, anunció el 18 de marzo que un hombre del condado de Boone de unos 60 años fue la primera muerte relacionada con la COVID-19 en el estado.
El 19 de marzo, el Departamento de Salud y Servicios para Personas Mayores de Misuri anunció cuatro casos más de COVID-19 en el estado, aumentando el número total de casos positivos a 28 en el estado.
El 24 de marzo, agentes del FBI dispararon y mataron a un hombre armado justo antes de que pudiera detonar un coche bomba afuera de un hospital en Kansas City. El hombre, identificado como Timothy Wilson, de 36 años, era un sospechoso supremacista blanco que había estado en contacto con otros extremistas de extrema derecha y tenía la intención de aprovechar el estrés adicional que la pandemia ejercía sobre la sociedad estadounidense. Wilson supuestamente apuntó al hospital porque creía que estaba tratando a pacientes con COVID-19. El tiroteo involucrado por oficiales ocurrió días después de que la oficina de campo del FBI en Nueva York y el Departamento de Seguridad Nacional emitieron alertas advirtiendo sobre la posibilidad de que extremistas y otros aprovecharán la pandemia para cometer ataques terroristas.

### Abril
El 1 de abril, el condado de San Luis tiene su quinta muerte confirmada por COVID-19. La muerte vino de un hombre que tenía entre 50 y 59 años.
El 16 de abril, el estado superó 5,000 casos positivos de COVID-19 y 150 muertes.

### Mayo
El 4 de mayo, el estado informó un número récord de 368 nuevos casos de COVID-19. Ese mismo día, los salones recibieron permiso del gobernador para reabrir. El 23 de mayo, se informó que un estilista que trabajaba en uno de los salones había dado positivo. Había trabajado ocho días sintomática. El 24 de mayo, el departamento de salud local anunció que un segundo estilista había dado positivo. Anthony Fauci ha dicho que los brotes locales son "inevitables" a medida que se alivian las restricciones.

## Respuesta gubernamental

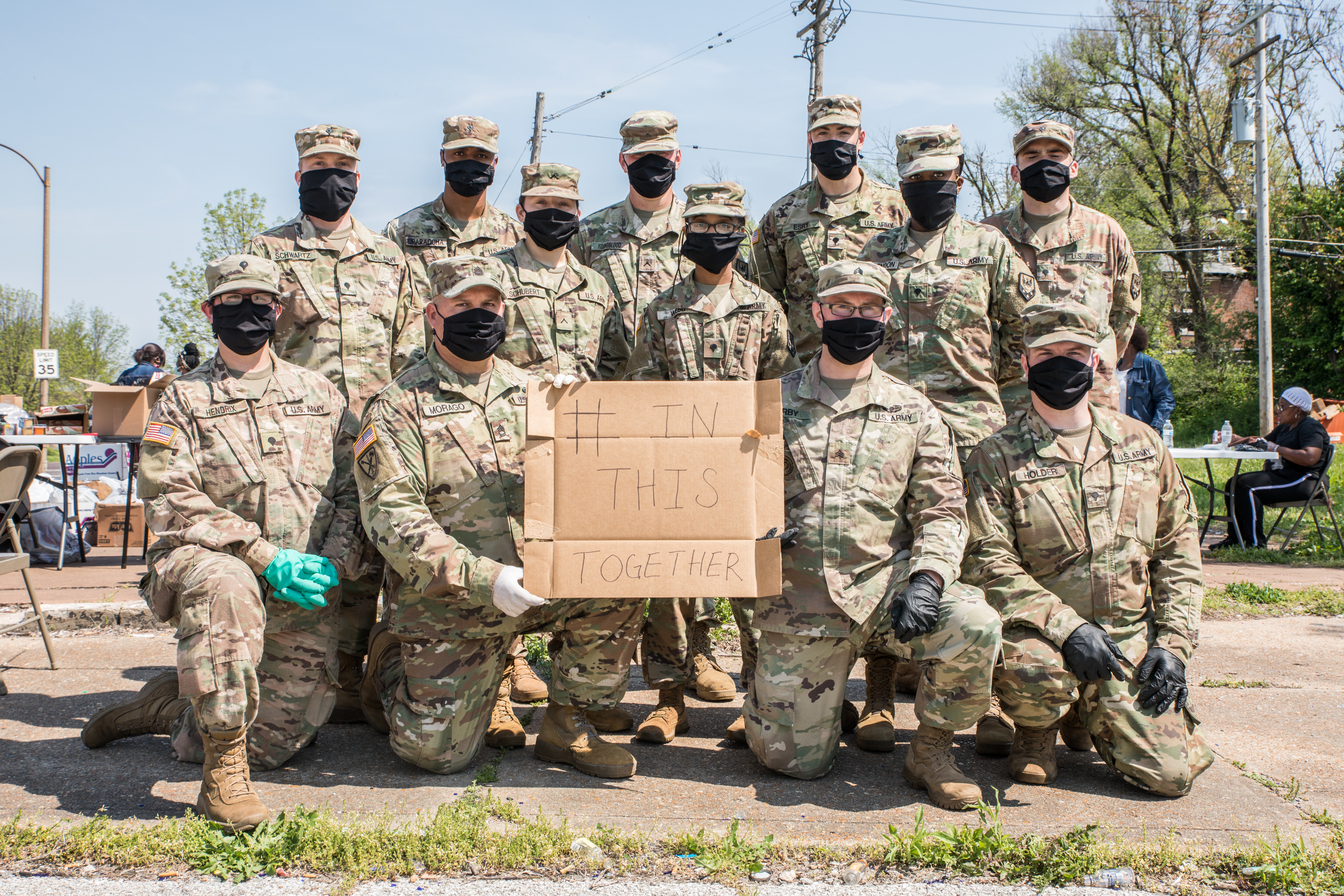
La Guardia Nacional de los Estados Unidos apoyando las políticas del gobierno de Misuri en San Luis.

El gobernador Mike Parson declaró el estado de emergencia el 13 de marzo. El Servicio de Parques Nacionales cerró el Gateway Arch y el museo asociado a partir del 18 de marzo hasta nuevo aviso.
Para el 19 de marzo, los 555 distritos escolares de Misuri informaron alguna forma de cierre de escuelas en todo el distrito. Muchos de los distritos escolares estuvieron inicialmente cerrados hasta al menos el 3 de abril.
Tanto la ciudad de San Luis como el condado de San Luis emitieron una orden para quedarse en casa a partir del lunes 23 de marzo. Se promulgaron varias ordenanzas municipales y de condado en varias áreas del estado.
A fines de marzo, el gobernador Parson no anunció planes para emitir una orden de quedarse en casa. Sin embargo, el 3 de abril, el Gobernador emitió una orden oficial de permanencia en el hogar que estaría en vigencia para Misuri desde el 6 de abril hasta el 24 de abril de 2020. La orden establece que los residentes de Misuri deben evitar abandonar sus hogares a menos que sea necesario, dando autorización solo para hacerlo así que para actividades esenciales, negocios esenciales o viajes esenciales con pautas detalladas. El 16 de abril, el gobernador Parson extendió la orden de quedarse en casa hasta el 3 de mayo.
El 22 de abril, el fiscal general Eric Schmitt presentó una demanda en la corte federal de los Estados Unidos contra el gobierno de China. La demanda, considerada la primera de su tipo, dijo: "Las autoridades chinas engañaron al público, suprimieron información crucial, arrestaron a denunciantes, negaron la transmisión de persona a persona frente a la creciente evidencia, destruyeron investigaciones médicas críticas, permitieron que millones de personas exponerse al virus e incluso acumular equipos de protección personal, lo que causó una pandemia global que era innecesaria y prevenible". Debido a la inmunidad soberana del gobierno chino, será difícil que la demanda tenga éxito, según los expertos legales.